# Шахмайкинское сельское поселение
Шахмайкинское се́льское поселе́ние — муниципальное образование в Новошешминском районе Татарстана Российской Федерации.
Административный центр — село Шахмайкино.

## История
Статус и границы сельского поселения установлены Законом Республики Татарстан от 31 января 2005 года № 36-ЗРТ «Об установлении границ территорий и статусе муниципального образования "Новошешминский муниципальный район" и муниципальных образований в его составе».

## Население
| 2010  | 2011  | 2012  | 2013  | 2014  | 2015  | 2016  |
| ----- | ----- | ----- | ----- | ----- | ----- | ----- |
| 1362  | ↘1360 | ↘1350 | ↘1328 | ↘1287 | ↘1266 | ↘1240 |
| 2017  | 2018  |       |       |       |       |       |
| ↘1221 | ↘1219 |       |       |       |       |       |

## Состав сельского поселения
| № | Населённый пункт | Тип населённого пункта       | Население |
| - | ---------------- | ---------------------------- | --------- |
| 1 | Простые Челны    | село                         |           |
| 2 | Чертушкино       | деревня                      |           |
| 3 | Шахмайкино       | село, административный центр |           |